# Bōnenkai
Bōnenkai (jap. 忘年会) – składkowe przyjęcie koleżeńskie z okazji kończącego się starego roku, organizowane w grudniu. Japoński zwyczaj panujący głównie wśród pracowników firm lub osób związanych wspólnymi interesami. 